# Вуд, Эван Рейчел
Э́ван Ре́йчел Вуд (англ. Evan Rachel Wood; род. 7 сентября 1987, Роли, Северная Каролина) — американская актриса, модель и музыкант. Вуд начала актёрскую карьеру с эпизодических ролей в сериалах, появившись в таких сериалах, как «Шериф из преисподней» (1995—1996) и «Опять и снова» (1999—2002). Её первой главной ролью на большом экране стала роль в фильме «Подкоп в Китай» (1998), тогда как прорывом — роль проблемного подростка Трейси Фриленд в драме «Тринадцать» (2003), принёсшей ей номинацию на премию «Золотой глобус».
Вуд продолжила актёрскую карьеру снимаясь в основном в независимом кино, появившись в фильмах «Дьявол во плоти» (2005), «Это случилось в долине» (2005), «На острой грани» (2006), а также крупнобюджетном мюзикле «Через Вселенную» (2007). C 2008 года она начала больше появляться в массовом кино, и снялась в таких фильмах, как «Рестлер» (2008), «Будь что будет» (2009) и «Мартовские иды» (2011). Вуд также вернулась на телевидение, исполнив роли Софи-Энн Леклерк в сериале «Настоящая кровь» (2009—2011) и Веды Пирс в мини-сериале «Милдред Пирс» (2011), последняя из которых принесла ей номинации на премии «Золотой глобус» и «Эмми» в качестве лучшей актрисы второго плана. Начиная с 2016 года Вуд исполняет роль Долорес Абернати в телесериале HBO «Мир Дикого Запада», за которую награждена премией «Выбор телевизионных критиков», а также номинировалась на «Золотой глобус» и «Эмми».

## Ранние годы
Вуд родилась в городе Роли, штат Северная Каролина, в еврейской семье. Её мать, Сара Линн Мур — актриса, режиссёр и учитель актёрского мастерства. Её отец, Айра Дэвид Вуд III — известный на местном уровне актёр, певец, театральный директор и драматург; он является исполнительным директором театральной компании «Theatre in the Park». Брат, Айра Дэвид Вуд IV, также является актёром. У неё также есть два других брата Дана и Томас, и сестра Аден. Её тётя по отцовской линии, Кэрол Уинстэд Вуд, была художницей-постановщицей в Голливуде.
Вуд и ее братья часто играли в театральных постановках, когда росли. В 1987 году она сыграла в постановке ее отца «Рождественская песнь», когда ей было всего несколько месяцев. Впоследствии Вуд сыграла Призрака Прошлого Рождества в нескольких постановках театра, а позже снялась в роли Хелен Келлер вместе со своей матерью в постановке «Чудотворец» под руководством своего отца. Родители Вуд расстались в 1996 году, а позже развелись, и они с матерью переехали в Лос-Анджелес, штат Калифорния[когда?].
В 12 лет Вуд получила черный пояс по тхэквондо.Она обучалась на дому и получила диплом средней школы в возрасте 15 лет.

## Карьера

### 1994―2000
Вуд начала карьеру актрисы, снимаясь в нескольких телесериалах с 1994 года, таких как «Американская готика», «Профайлер» и «Опять и снова».
Первая заметная роль Вуд на экране была в малобюджетном фильме 1997 года «Подкоп в Китай». Фильм получил приз детского жюри на Чикагском международном детском кинофестивале. Вуд вспоминает, что эта роль изначально была сложной для нее, но отмечает, что она в конечном итоге привела ее к решению, что актерское мастерство ― это то, что она никогда не захочет бросить. В том же году она сыграла роль в «Практической магии», фантастическом фильме режиссера Гриффина Данна с Сандрой Буллок и Николь Кидман в главных ролях.

### 2001―2005
В 2001 году выходит молодежная комедия «Маленькие секреты», в которой Вуд сыграла начинающую 14-летнюю скрипачку Эмили Линдстром. За эту роль она была номинирована на премию Young Artist Awards в номинации Лучшая ведущая молодая актриса . В том же году Вуд сыграла роль второго плана в научно-фантастическом фильме «Симона».
Затем последовала роль в фильме «Тринадцать». Она принесла Вуд номинацию на премию Золотой глобус и на премию Гильдии киноактеров. На момент выхода фильма она снялась для обложки журнала Vanity Fair. В том же году последовала роль в фильме «Последний рейд», в котором она сыграла похищенную дочь Лилли Гилксон, а также роль в эпизоде «C.S.I.: Место преступления». Последующие ее роли были в мрачных независимых фильмах, таких как «Дьявол во плоти» и «Это случилось в долине».
В 2005 году Вуд снялась в фильме «Видимость гнева». В том же году она снялась в клипе на песню «Wake Me Up When September Ends» группы Green Day.

### 2006―2008

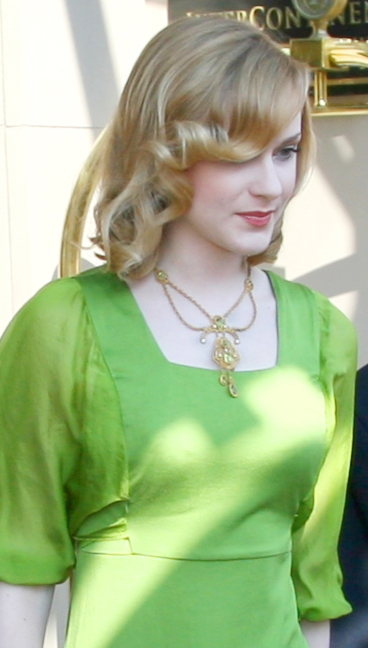
Вуд в 2007 году

В сентябре 2006 года Вуд получила премию журнала Premiere. Также в 2006 году газета The Guardian описала ее как мудрую не по годам и одну из лучших актрис своего поколения.
Позже, в 2006 году она сыграла роль Натали Финч в комедийно-драматическом фильме 2006 года «На острой грани». Фильм режиссера Райана Мерфи с Аннетт Бенинг в главной роли был основан на мемуарах Огюста Берроуза, которые представляют собой полуавтобиографический рассказ о детстве Берроуза в неблагополучной семье.
В сентябре 2007 года вышло еще две картины с Вуд, «Мой папа псих» и «Через Вселенную», последняя принесла ей номинации на премии Золотой глобус и Оскар.
В 2008 году она сыграла в фильме Вадима Перельмана «Вся жизнь перед глазами», снятом по одноименному роману Лауры Касишке. В том же году она снялась в фильме «Рестлер», который стал лауреатом премии Золотой лев за лучший фильм на Венецианском кинофестивале.

### 2009 ― настоящее время

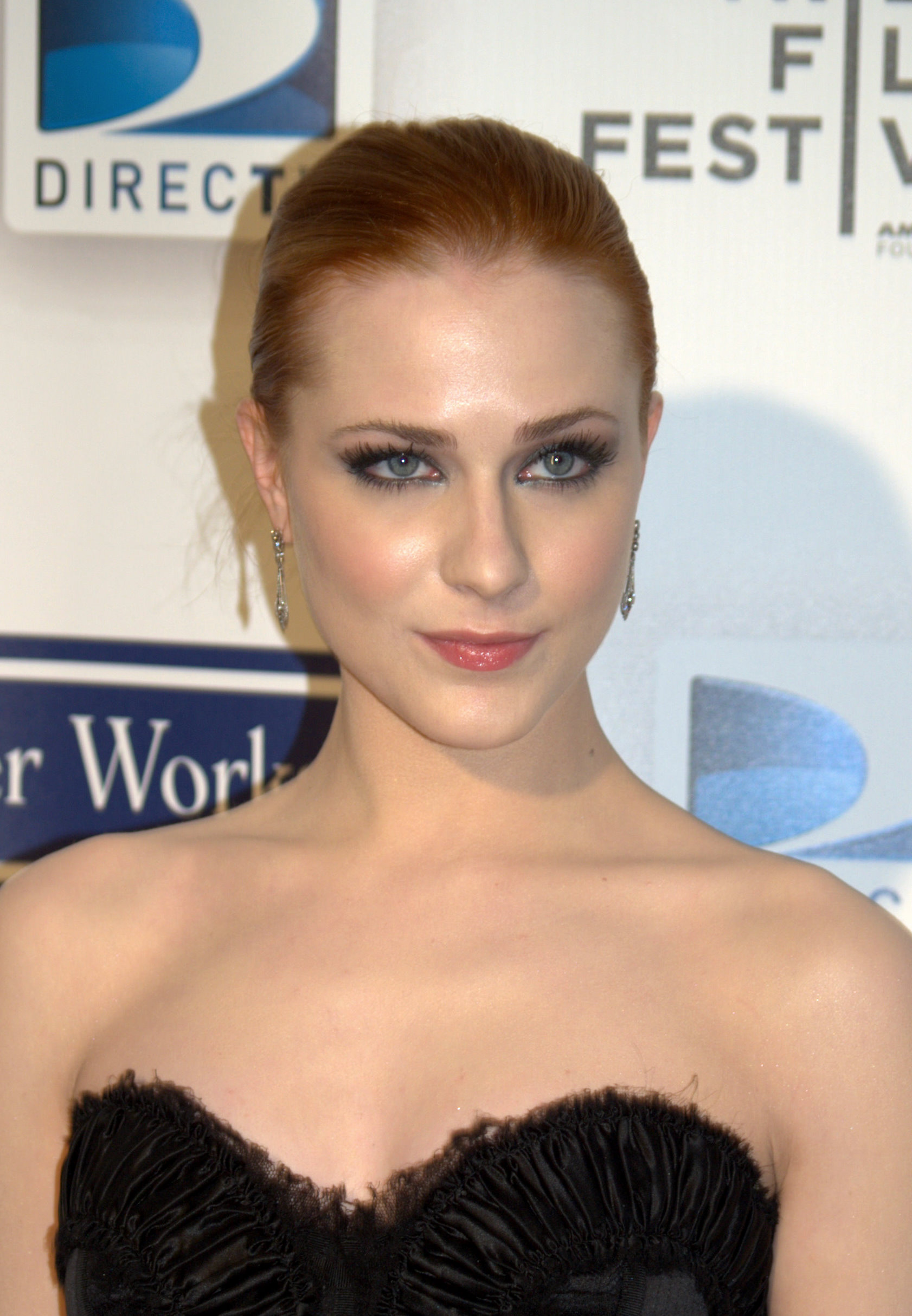
Вуд в апреле 2009

В 2009 году состоялась премьера фильма «Будь что будет» Вуди Аллена, в котором Вуд сыграла молодую жену персонажа Ларри Дэвида. Позже она выразила сожаление, что согласилась на эту роль, и заявила, что больше не будет работать с Алленом. В мае 2009 года она сыграла Джульетту в шести благотворительных спектаклях Ромео и Джульетта, постановкой руководил ее брат.
С 2009 по 2011 год Вуд снималась в сериале «Настоящая кровь» в роли Софи-Энн Леклер. Затем она сыграла в фильмах «Заговорщица» и «Мартовские иды».
В 2013 году вышла картина «Опасная иллюзия», в котором Вуд сыграла Габи. Она также озвучила Марианну в мультфильме «Странные чары» в 2015 году. В следующем году она стала лицом аромата Gucci Guilty Eau fragrances.
С 2016 года она играет в сериале «Мир Дикого Запада». В августе 2019 года Вуд сообщила в «Твиттере», что была приглашена озвучить королеву Идуну в мультфильме «Холодное сердце 2». Он был выпущен в ноябре 2019 года.

## Личная жизнь

### Отношения
После съёмок в видеоклипе на песню «Wake Me Up When September Ends» группы Green Day в 2005 году Вуд начала встречаться с актёром Джейми Беллом. Они сделали парные тату с инициалами друг друга (в случае Вуд — букву «J» на левой лодыжке). После года отношений пара рассталась.
С декабря 2006 года по ноябрь 2008 года Вуд встречалась с музыкантом Мэрилином Мэнсоном. Позже они возобновили отношения и обручились в январе 2010 года. В августе 2010 года Вуд и Мэнсон расторгли помолвку.
В 2011 году Вуд совершила каминг-аут как бисексуалка и позже обсудила свою ориентацию в интервью с журналом Esquire: «Я готова ко всему. Встретить милого парня, встретить милую девушку…».
Летом 2011 года стало известно, что Вуд возобновила отношения с Джейми Беллом. Они поженились 30 октября 2012 года, а 29 июля 2013 года у них родился сын Джек Матфин Белл. У Вуд были домашние роды, и она публично поблагодарила Рики Лейк, автора документального фильма «The Business of Being Born», за вдохновение в принятии решения. В мае 2014 года Вуд и Белл объявили о расставании.
Расставшись c Беллом, Вуд некоторое время встречалась с актрисой Кэтрин Мённиг.
В январе 2017 года стало известно, что Вуд обручилась с музыкантом Заком Вилла, коллегой по музыкальному коллективу Rebel and a Basketcase, но уже в сентябре они расторгли помолвку.

### Прочее
В 2016 году Вуд рассказала журналу Rolling Stone, что дважды была изнасилована. 31 января 2019 года Вуд призналась, что в 22-летнем возрасте, страдая посттравматическим стрессовым расстройством, вызванным несколькими изнасилованиями и проблематичными отношениями, она совершила попытку самоубийства и добровольно легла на лечение в психиатрическую клинику.

## Фильмография
| Год       |     | Русское название                                | Оригинальное название                              | Роль                         |
| --------- | --- | ----------------------------------------------- | -------------------------------------------------- | ---------------------------- |
| 1994      | тф  | Горькая кровь                                   | In the Best of Families: Marriage, Pride & Madness | Сьюзи                        |
| 1994      | тф  | В поисках Грейс                                 | Search for Grace                                   | Сара/Робин                   |
| 1995      | тф  | Отец для Чарли                                  | A Father for Charlie                               | Тесса                        |
| 1995      | тф  | Смерть в малых дозах                            | Death in Small Doses                               | Анна                         |
| 1995—1996 | с   | Шериф из преисподней                            | American Gothic                                    | Роуз Рассел                  |
| 1997      | ф   | Подкоп в Китай                                  | Digging to China                                   | Гарриет Франковиц            |
| 1997      | тф  | Дорога к сердцу: История жизни Барбары Мандрелл | Get to the Heart: The Barbara Mandrell Story       | Джейми Дадни                 |
| 1998      | в   | Обход                                           | Detour                                             | Даниэлла Роджерс             |
| 1998      | ф   | Практическая магия                              | Practical Magic                                    | Кайли Оуэнс                  |
| 1998—1999 | с   | Профайлер                                       | Profiler                                           | Хлоя Уотерс                  |
| 1999      | тф  | Материнская месть                               | Down Will Come Baby                                | Робин Гарр                   |
| 1999—2002 | с   | Опять и снова                                   | Once and Again                                     | Джесси Саммлер               |
| 2000      | с   | Прикосновение ангела                            | Touched by an Angel                                | Сара Рэдклифф                |
| 2001      | ф   | Хранительница секретов                          | Little Secrets                                     | Эмили Линдсторм              |
| 2002      | с   | Западное крыло                                  | The West Wing                                      | Хоган Крегг                  |
| 2002      | ф   | Симона                                          | S1m0ne                                             | Лейни Кристиан               |
| 2003      | с   | C.S.I.: Место преступления                      | CSI: Crime Scene Investigation                     | Нора Истон                   |
| 2003      | ф   | Тринадцать                                      | Thirteen                                           | Трейси Луиз Фриленд          |
| 2003      | ф   | Последний рейд                                  | The Missing                                        | Лили Гилкесон                |
| 2005      | ф   | Дьявол во плоти                                 | Pretty Persuasion                                  | Кимберли Джойс               |
| 2005      | ф   | Видимость гнева                                 | The Upside of Anger                                | Лавендер Вольфмайер          |
| 2005      | ф   | Это случилось в долине                          | Down in the Valley                                 | Октябрь                      |
| 2006      | мф  | Астерикс и викинги                              | Astérix et les Vikings                             | Абба (озвучивание)           |
| 2006      | мф  | Наживка для акулы                               | Shark Bait                                         | Корделия (озвучивание)       |
| 2006      | ф   | На острой грани                                 | Running with Scissors                              | Натали                       |
| 2007      | ф   | Мой папа псих                                   | King of California                                 | Миранда                      |
| 2007      | кор |                                                 | Vanity Fair: Killers Kill, Dead Men Die            | девушка с сигаретой          |
| 2007      | ф   | Вся жизнь перед глазами                         | The Life Before Her Eyes                           | Диана                        |
| 2007      | мф  | Битва за планету Терра                          | Battle for Terra                                   | Мала (озвучивание)           |
| 2007      | ф   | Через Вселенную                                 | Across the Universe                                | Люси                         |
| 2008      | ф   | Рестлер                                         | The Wrestler                                       | Стефани                      |
| 2009      | ф   | Будь что будет                                  | Whatever Works                                     | Мэлоди                       |
| 2009—2011 | с   | Настоящая кровь                                 | True Blood                                         | Софи-Энн Леклерк / Эджингтон |
| 2010      | ф   | Заговорщица                                     | The Conspirator                                    | Энн Сарретт                  |
| 2011      | с   | Милдред Пирс                                    | Mildred Pierce                                     | Веда Пирс                    |
| 2011      | ф   | Мартовские иды                                  | The Ides of March                                  | Молли                        |
| 2013      | ф   | Опасная иллюзия                                 | Charlie Countryman                                 | Габи Ибанэску                |
| 2013      | мс  | Робоцып                                         | Robot Chicken                                      | девушка                      |
| 2013      | ф   | Дело в тебе                                     | A Case of You                                      | Бёрди Хейзел                 |
| 2014      | ф   | Босиком по городу                               | Barefoot                                           | Дейзи                        |
| 2014      | кор |                                                 | Big with Evan Rachel Wood and Darren Criss         | Дженни                       |
| 2015      | мф  | Странные чары                                   | Strange magic                                      | Марианна (озвучивание)       |
| 2015      | с   | Долл и Эм                                       | Doll & Em                                          | Эван                         |
| 2015      | ф   | В изоляции                                      | Into the Forest                                    | Ева                          |
| 2016—2022 | с   | Мир Дикого Запада                               | Westworld                                          | Долорес Абернати/Кристина    |
| 2017      | ф   | Очарование                                      | Allure                                             | Лора Дрейк                   |
| 2018—2019 | с   | Пьяная история                                  | Drunk History                                      | Дебора Сэмпсон/Мэри Шелли    |
| 2018      | мф  | Вкусы молодости                                 | 詩季織々/肆式青春                                  | И Лин (озвучивание)          |
| 2019      | с   | Чем мы заняты в тени                            | What We Do in the Shadows                          | Эван                         |
| 2019      | мф  | Холодное сердце 2                               | Frozen 2                                           | королева Идуна (озвучивание) |
| 2019      | кор |                                                 | Myth: A Frozen Tale                                | рассказчица                  |
| 2020      | ф   | Каджиллионер                                    | Kajillionaire                                      | Долио                        |
| 2020      | ф   | Вьена и «Призраки»                              | Viena and the Fantomes                             | Сьюзи                        |
| 2022      | с   | Восстание феникса                               | Phoenix Rising                                     | играет саму себя             |
| 2022      | ф   | Странный Эл                                     | Weird: The Al Yankovic Story                       | Мадонна                      |
| 2023      | ф   |                                                 | Backspot                                           | Айлин Макнамара              |
|           | кор |                                                 | Queen                                              | Сойер                        |

### Съёмки в клипах
- 2005 — Green Day («Wake Me Up When September Ends»)
- 2005 — Bright Eyes («At the Bottom of Everything»)
- 2007 — Marilyn Manson («Heart-Shaped Glasses»)
- 2010 — Carney («Love Me Chase Me»)
- 2010 — Marilyn Manson («WOW[англ.]»)
- 2012 — Эван Рейчел Вуд («I’d Have You Anytime»)
- 2015 — Brandon Flowers («Can’t Deny My Love»)
- 2019 — Бек («Uneventful Days[англ.]»)
- 2020 — Chevy Mustang («Can I Be Your Friend ft. Evan Rachel Wood»)
- 2021 — Бен Барнс («11:11»)

## Награды и номинации
Перечислены основные награды и номинации. Полный список наград на IMDb.com Архивная копия от 22 мая 2015 на Wayback Machine.
| Награда                        | Год  | Категория                                                                     | Работа                 | Результат |
| ------------------------------ | ---- | ----------------------------------------------------------------------------- | ---------------------- | --------- |
| Золотой глобус                 | 2004 | Лучшая женская роль в фильме (драма)                                          | Тринадцать             | Номинация |
| Золотой глобус                 | 2012 | Лучшая женская роль второго плана в мини-сериале или в сериале на телевидение | Милдред Пирс           | Номинация |
| Золотой глобус                 | 2017 | Лучшая женская роль в драматическом сериале                                   | Мир дикого запада      | Номинация |
| Эмми                           | 2011 | Лучшая женская роль второго плана в мини-сериале или в сериале на телевидение | Милдред Пирс           | Номинация |
| Эмми                           | 2017 | Лучшая женская роль в драматическом сериале                                   | Мир дикого запада      | Номинация |
| Эмми                           | 2018 | Лучшая женская роль в драматическом сериале                                   | Мир дикого запада      | Номинация |
| Премия Гильдии киноактёров США | 2004 | Лучшая женская роль в фильме (драма)                                          | Тринадцать             | Номинация |
| Премия Гильдии киноактёров США | 2017 | Лучший актёрский состав в сериале                                             | Мир Дикого запада      | Номинация |
| Young Artist Awards            | 1999 | Лучшая молодая актриса в фильме                                               | Практическая магия     | Номинация |
| Young Artist Awards            | 2000 | Лучшая молодая актриса в сериале                                              | Профиль убийцы         | Номинация |
| Young Artist Awards            | 2001 | Лучший актёрский состав в сериале (совместно с Джулия Уилан и Мередит Дин)    | Опять и снова          | Победа    |
| Young Artist Awards            | 2003 | Лучшая молодая актриса в фильме                                               | Хранительница секретов | Номинация |
| Young Artist Awards            | 2004 | Лучшая молодая актриса в фильме                                               | Тринадцать             | Номинация |
| Young Hollywood Awards         | 2002 | Выбор актрисы                                                                 | н/д                    | Победа    |
| Young Hollywood Awards         | 2009 | Супер звезда                                                                  | н/д                    | Победа    |
| YoungStar Awards               | 1999 | Лучшая молодая актриса в мини-сериале                                         | Пойдём детка           | Номинация |
| YoungStar Awards               | 2000 | Лучшая актриса в драматическом сериале                                        | Опять и снова          | Номинация |
| Сатурн                         | 2017 | Лучшая актриса второго плана на телевидении                                   | Мир дикого запада      | Номинация |
| MTV Movie Awards               | 2004 | Выбор актрисы                                                                 | Тринадцать             | Номинация |